# Црква Светога пророка Илије у Чађавици Доњој
Црква Светога пророка Илије (Илиндан) налази се у Чађавици Доњој и припада Епархији зворничко-тузланској. 

## Парохија
Чађавичка парохија Чађавица Доња, чини је села Доња Чађавица, Доњи Драгаљевац и Градац.

## Историјат
Црква Светога пророка Илије у Чађавици Доњој - градња храма почела је 1931. године, темељи су освештани 1933, а након завршене градње епископ зворничко-тузлански Нектарије Круљ освештао је храм 4. септембра 1937. године.

## Филијални храмови
Филијални храмови су 
- Црква Светог Сисоја у Драгаљевцу
- Храм Светих апостола Петра и Павла (Градац-Ступањ), Градац-Ступањ